# Tauró dormidor banyut
El tauró dormidor banyut (Heterodontus francisci) és una espècie de selaci heterodontiforme propi de Califòrnia.

## Característiques
Es caracteritza pel seu color de pell marró clar malgrat que en alguns casos pot tenir colors foscs. En el cas de les cries tenen una sèrie de franges de colors foscs, en ser adults el color s'unifica. Tot el cos està recobert de punts de la mida d'una moneda petita de color negre-marró fosc.
Té el cap curt i amb forma de brau. Té les dues aletes dorsals grans, que tenen espines dorsals que utilitzen per defensar-se de depredadors. Els arcs dels ulls són molt marcats però no molt grans, cobreixen l'ull que té pupil·la i iris (de colors clars). La cua, com en tota la família Heterodontidae té la cua amb una forma especial, tenint la part superior de la cua més allargada que l'inferior.
Les brànquies se situen a l'inici de les aletes pectorals. Les dents de l'animal, tant les superiors com les inferiors tenen dues formes: La 1a té una forma punxeguda per atrapar els peixos petits dels quals s'alimenta i la 2a té una forma més aplanada que utilitza per triturar els mol·luscs i altres preses. És un tauró de fons, amb musculatura branquial (pot respirar estant en el fons).

## Història natural
És un nedador lent i és de comportament més aviat nocturn, és solitari i fa migracions curtes durant l'hivern a aigües profundes. Pot fer servir les aletes pectorals per desplaçar-se pel fons. Pot trobar-se fins als 150 m però generalment es troba entre els 2 i els 11 metres.
És una animal ovípar amb uns ous en forma d'espiral que van dels 10 a 12 cm de llargada per de 3 a 4 cm d'amplada. L'ou té colors verdosos amb les vores de color taronja. Neixen amb una mida d'entre 15 i 16 cm i arriba a la maduresa als 58-59 cm el mascle i la femella en general quan és més gran. L'exempler més gran trobat en mesurava 122. Per tant, la majoria dels adults es troben entre els 60 i els 100 cm.
En general és un animal pacífic però pot mossegar si se'l provoca. Cria en captivitat.

## Distribució geogràfica
Té una distribució reduïda que va des de la part superior de la península de Califòrnia (incloent el golf) a la part inferior a Mèxic.